# کازایاک
کازایاک (انگلیسی: Kazayak) یک شهرک در شهرستان ایگلینسکی استان باشقیرستان کشور روسیه است.